# Grå eldrygg
Grå eldrygg (Lophura pyronota) är en fågel i familjen fasanfåglar inom ordningen hönsfåglar.

## Utseende och läte
Grå eldrygg är en mörk fasan med en kort ljusbrun stjärt med svart längst in. Hanen är svartaktig (egentligen glansigt purpurblå), med matt ljusgrå hals och tydliga vita streck från nacken ner till mitten på buken samt på nacken och manteln. På ovansidan syns tunn grå marmorering. Honan har samma grundfärg som hanen, dock med brunare huvud, ljusare strupe och mestadels matt mörka fjädrar på stjärt, bukmitt, undergump och vingar. Liknande svart eldrygg saknar den vita streckningen samt har djupt blåglansig hals. Hanen skiljs lättast från rostbukig eldrygg på röd bar hud i ansiktet, enfärgad undersida och distinkt tecknad stjärt. Bland lätena hörs låga "tak-takrau", ett vibrerande gutturalt spinnande ljud samt ett ljudligt "kak" när den är upprörd. Under födosök avger den dämpande kluckande ljud. Hanen är 47–51 cm lång, honan 42–44 cm.

## Utbredning och systematik
Fågeln återfinns enbart på norra Borneo. Tidigare kategoriserades den som underart till Lophura erythrophthalma. Den urskiljs dock allt oftare som egen art.

## Levnadssätt
Grå eldrygg är en sällsynt fågel i fuktiga tropiska låglänta regnskogar, framför allt i torvskogar. Den är mycket skygg och rör sig vanligen i par eller smågrupper.

## Status
Internationella naturvårdsunionen IUCN kategoriserar den som starkt hotad. Den tros minska kraftigt i antal till följd av mycket snabb habitatförlust. Den hotas också av fragmentering och jakt.